# Салимжанов, Марсель Хакимович

Могила Салимжанова на татарском кладбище Казани

Марсель Хакимович Салимжа́нов (тат. Марсель Хәким улы Сәлимҗанов, Marsel Həkim uğlı Səlimcanov; 1934—2002) — советский, татарский и российский театральный режиссёр, педагог. Народный артист СССР (1984). Лауреат Государственной премии РСФСР им. К. С. Станиславского (1979).

## Биография
Салимжанов Марсель родился 7 ноября 1934 года в Казани в актёрской семье.
По окончании школы поступил на юридический факультет Казанского университета им. В. И. Ульянова-Ленина, но затем под влиянием родителей и друзей перевелся на режиссёрский факультет ГИТИС имени А. В. Луначарского в Москве.
Окончив ГИТИС, в 1962 году стал режиссёром Казанского ТЮЗа. С 1966 года — главный режиссёр Татарского государственного академического театра им. Г. Камала. Поставил более 100 спектаклей различных жанров.
Одновременно преподавал в Казанском театральном училище и Казанском государственном институте культуры (профессор с 1992 года).
Был членом комиссии по Государственным премиям при Президенте РФ, членом редколлегии журнала «Театральная жизнь».
Член КПСС с 1966 года.
Марсель Хакимович Салимжанов умер 26 марта 2002 года в Москве (по другим источникам — 27 марта в Казани). Похоронен на татарском кладбище в Ново-Татарской слободе Казани рядом с Г. М. Тукаем.

### Родители
- Отец — Хаким Юсупович Салимжанов (1903—1981), актёр. Народный артист Татарской АССР (1957).
- Мать — Галия Нигметзяновна Нигматуллина (1907—1990), актриса. Народная артистка Татарской АССР (1975).

## Звания и награды
- Заслуженный деятель искусств Татарской АССР (1969)[3]
- Заслуженный деятель искусств РСФСР (1975)
- Народный артист РСФСР (1980)
- Народный артист СССР (1984)
- Республиканская премия имени Габдуллы Тукая (1971)
- Государственная премия РСФСР имени К. С. Станиславского (1979) — за постановку спектакля «Альмандар из деревни Альдермеш» по пьесе Т. А. Миннуллина
- Орден Дружбы (11 ноября 1994) — за большие заслуги перед народом, связанные с развитием российской государственности, достижениями в труде, науке, культуре, искусстве, укреплением дружбы и сотрудничества между народами[4]
- «Гран-при» Международного театрального фестиваля тюркских народов «Науруз» в Казани (1998) — за постановку спектакля «Ясновидец» З. Хакима.
- Театральная премия «Золотая маска» в номинации «За честь и достоинство» (2001)
- Действительный член Академии наук Татарстана (2001).

## Известные постановки
- «Американец» К. Тинчурина
- «Угасшие звезды» К. Тинчурина
- «Казанское полотенце» К. Тинчурина
- «Голубая шаль» К. Тинчурина
- «Слуга двух господ» К. Гольдони
- «Бесприданница» А. Островского
- «Свои люди — сочтемся» А. Островского
- «Альмандар из Альдермеша» Т. Миннуллина
- «У совести вариантов нет» Т. А. Миннуллина
- «Три аршина земли» А. Гилязова
- «Идегей» Ю. Сафиуллина
- «Ясновидец» З. Хакима
- «Беглецы» Н. Исанбета
- «Миркай и Айсылу» Н. Исанбета
- «Портфель» Н. Исанбета
- «Смелые девушки» Т. Гиззата
- «Суббота, воскресенье, понедельник» Э. де Филиппо
- «Приехала мама» Ш. Хусаинова
- «Кол Гали» Н. Фаттаха
- «Одна ночь» Б. Горбатова
- «Дуэль» М. Байджиева.

## Память
В 2003 году имя режиссёра присвоено Казанскому Дому Актёра.
В 2004 году в Вахитовском районе Казани появилась улица Марселя Салимжанова. Образована путём переименования улицы Право-Кабанной и части улицы Павлюхина.
В 2005 году на флигеле дома 13 по улице Горького в Казани установлена мемориальная доска. В этом доме режиссёр жил с 1934 по 1962 годы.